# Гей-геймер

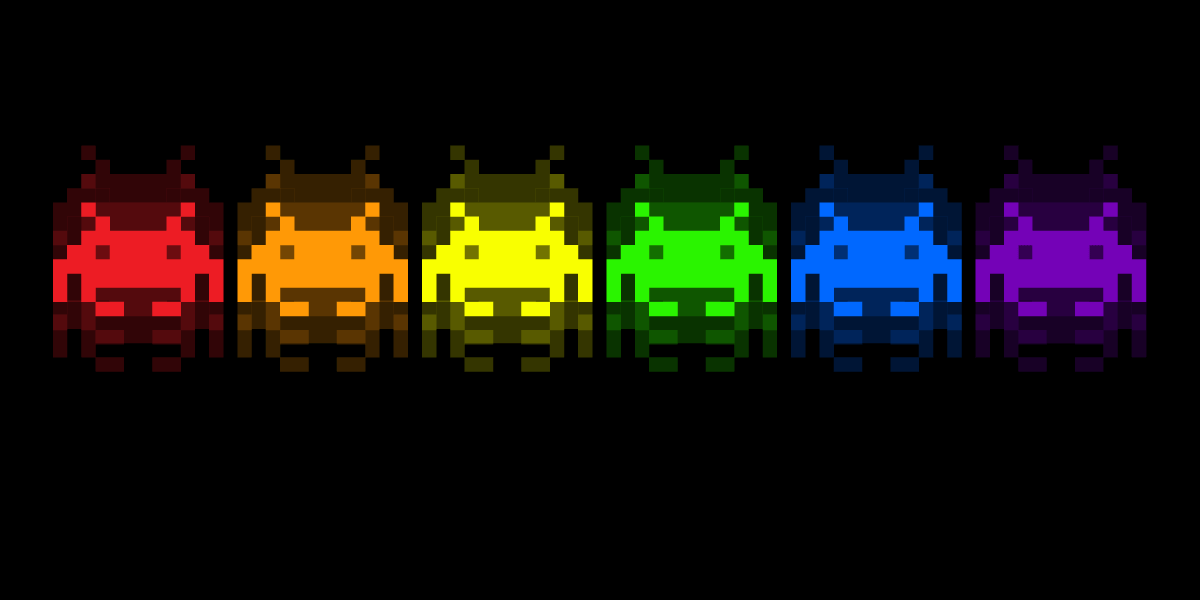
Фон, розроблений Electronic Frontier Foundation для представлення геїв-геймерів

Gaymer і гей-геймер (від англ. Gaymer — поєднання слів gay та gamer) — це загальні терміни, що використовуються для позначення групи людей, які ідентифікуються як гомосексуали та мають активний інтерес до відеоігор або настільних ігор, також відомих як геймери. Під цим терміном часто відносять геймерів-лесбійок, бісексуалів і трансгендерів.
Ця демографічна група була предметом двох великих опитувань, які привернули увагу преси. Джейсон Роквуд у 2006 році відзначив рівень упереджень, які переживають геї-геймери та Пол Новак у 2009 році, зосереджуючись на тому, що геї-геймери очікують від відеоігри. 3 та 4 серпня 2013 року в Сан-Франциско вперше відбувся ігровий з'їзд, орієнтований на ЛГБТ-ігри та культуру гіків GaymerX.
Кріс Візціні, власник ігрового сайту Gaymer.org, був залучений з кількома онлайн-спільнотами (особливо з Reddit) у період з 2007 по 2013 рік у суперечці та судовій справі щодо торговельної марки терміна gaymer, яка закінчилася, коли Візціні відмовився від права на термін і товарний знак скасовано.

## Опитування

### 2006, Університет Іллінойсу
У 2006 році соціологічне дослідження в Університеті Іллінойсу в Урбані-Шампейн розглядало підгрупу геїв-геймерів, зосереджуючись на профілі «геймерів», і їхнє занепокоєння щодо сприйняття їх в ігровій спільноті та видимості гей-персонажів в іграх. Автор дослідження відзначив рівень упереджень, які переживають геї-геймери: «Геї-геймери відчувають двосічний меч упереджень… Основна гей-культура та ЗМІ не підтримують відеоігри. Тоді у вас є культура відеоігор, яка не підтримує гей-культуру. Таким чином ви застрягли посередині цих людей, які мають подвійні упередження». Приблизно з 10 000 респондентів опитування показало зворотну криву сексуальності геймерів, причому більшість людей ідентифікували себе як повністю гетеросексуальних або гомосексуальних. Лише «дуже незначна меншість» респондентів першого опитування підтримала використання терміна гей-геймер.

### 2009, Університет повного вітрила
Наприкінці серпня 2009 року студент Університету повного вітрила Пол С. Новак розпочав друге дослідження уподобань геїв-геймерів. Опитування було зосереджено на «питаннях такого контенту, як сюжет, жанр, налаштування та інші втілення в грі».
Команда опитування повідомила, що в опитуванні взяли участь понад 7000 людей Результати опитування Новака були використані ним, щоб «побудувати профіль спільноти гей-геймерів та отримати унікальне уявлення про цю фінансово невикористану демографічну групу». Ці результати не були опубліковані в академічному журналі, хоча у пізнішій книзі Новака геї-геймери віддають перевагу рольовим відеоіграм, що належать до типу хардкорного дослідника/гравця, що досягає успіху, а також цінує хороший сюжет і якісний гомосексуальний контент, який він визначає як ігровий контент, «який зображає гомосексуальну орієнтацію в позитивному або рівному контексті гетеросексуальної орієнтації».

## Соціальні та культурні аспекти

### Маркетинг для ЛГБТ-споживачів
Помилкове уявлення про те, що молоді, білі, гетеросексуальні чоловіки були силою, яка рухала індустрію вперед, була серйозно заперечена рекордним успіхом серії The Sims. Розробник відеоігор Maxis протистояв меті Вілла Райта створити назву на тій підставі, що «дівчата не грають у відеоігри». Назва вважалася непривабливою для молодих гетеросексуальних чоловіків. У 1990-х роках індустрія почала докладати певних зусиль, щоб продавати ігри для жінок, створюючи назви програмного забезпечення з сильними, незалежними жіночими персонажами.
Навіть деякі ігри, які вважаються привабливими переважно для нетрадиційної демографії, продовжують цензурувати гомосексуальність. Але деякі компанії з відеоігор зараз продовжують розширювати свою маркетингову базу, щоб включити ринок багатих геїв-геймерів, включаючи ЛГБТ-персонажів і підтримуючи права ЛГБТ. Критики придушення гей-ідентичності часто приходять до висновку, що, оскільки гомосексуальність нормалізується в ширшій культурі, вона буде також у відеоіграх

### Робота всередині галузі
Мало що відомо про те, що таке працювати в індустрії як гей. Як наслідок, значна частина інформації, яка дійсно з'являється, є спірною. Дані Бунтен, трансгендерна жінка, розробила одні з найперших багатокористувацьких ігор. У 1996 році Жак Сервен, співробітник Maxis, був звільнений, коли він включив неявних геїв у гру SimCopter. У деяких звітах йдеться, що Сервен стверджував, що зробив це, тому що він був засмучений через надмірну роботу в Maxis, в той час, як інші посилалися на це як на політичну заяву.
Відомий письменник-гей і режисер Клайв Баркер брав участь у створенні ігор Undying і Jericho.

### Інтернет-спільноти
Узагальнювальне поняття швидко поширилося всім Інтернетом, що породило популярні онлайн-спільноти, які забезпечують безпечний простір для ЛГБТ-геймерів та ігрової культури ЛГБТ. Найпомітніші з них у додатках Reddit r/gaymers, r/gayming та VoIP для ігор Discord, Gaymers, London Gaymers, Aussie Gaymer Network та UK Gaymers.

## Висвітлення в ЗМІ

### ЛГБТК-гільдіїWorld of Warcraft
Однією з причин, на яку багато хто згадує відсутність видимої участі геїв-геймерів, є неприховані правила взаємодії в грі, такі як створення та реклама дружніх до квіра гільдій у MMORPG, таких як World of Warcraft. Гравці, які намагаються використовувати загальний канал чату для найняття, можуть відчути негативну реакцію переслідувань та словесних образ з боку інших гравців, а також модераторів гри. У подібних випадках ігрові компанії та адміністратори можуть відчужувати гравців ігор шляхом посиленого контролю.
У 2006 році Сара Ендрюс заснувала гільдію у Warcraft для лесбійок, геїв, бісексуалів, трансгендерів і квірів, щоб створити безпечне місце для цієї спільноти. У січні 2006 року Ендрюс скористалася каналом загального чату, оскільки більшість гільдій набирають членів таким чином, щоб залучити гравців до своєї гільдії «Оз», дружній до ЛГБТК.
Після публікації цього адміністратори швидко зв'язалися з Ендрюс, повідомивши її, що це було порушенням умов обслуговування ігор. Умови надання послуг Blizzard стверджують, що «сексуальна орієнтація», включаючи чітку та замасковану лексику, яка «образливо посилається на будь-який аспект сексуальної орієнтації, що стосується них самих або інших гравців», заборонена. Ендрюс «була попереджена майстром гри Blizzard, що це порушує політику компанії щодо домагань», і «Blizzard зайшла так далеко, що погрожувала Ендрюс вигнанням з гри, якщо вона продовжить». Пізніше Blizzard вибачилася за це попередження, сказавши, що адміністратор неправильно інтерпретував політику проти переслідувань.

### Випуск EscapistQueer Eye для Геймера
Відеоігровий журнал The Escapist присвятив 222-ий випуск геям геймерам і персонажам під назвою «Око квіра для хлопця-геймера» (схоже на назву телешоу).

### Одностатеві шлюби у«The Lord of the Rings Online»
MMORPG гра The Lord of the Rings Online відмовилася від запланованого онлайн-шлюбу через суперечки навколо обмежень на одностатеві та міжвидові шлюби. Інтернет-журнал для геймерів GayGamer.net прокоментував, що, хоча Дж. Р. Р. Толкін був побожним християнином, його позиція щодо прав геїв невідома, оскільки на той час ця тема не була публічною.

### КонвенціяGaymerX
31 липня 2012 року для GaymerCon було розпочато проєкт Kickstarter, який пізніше був перейменований на GaymerX для конвенції, яка назвала себе «першою ігровою конвенцією, зосередженою на культурі людей ЛГБТК». Протягом п'яти днів проєкт на Kickstarter досяг цілі фінансування у 25 000 доларів США, а після повного періоду фінансування в 30 днів проєкт досяг остаточної суми в 91 389 доларів.
GaymerX відбувся 3 і 4 серпня 2013 року в Сан-Франциско. Подія отримала підтримку від Electronic Arts і GLAAD.

### Суперечка про торгову марку
У квітні 2007 року Кріс Візціні, власник ігрового сайту Gaymer.org, намагався розповсюдити товарний знак на термін гей-геймер для онлайн-спільнот і отримав його в березні 2008 року. У 2012 році він надіслав на форум Reddit, а саме сабреддіт /r/gaymers, лист про ймовірне порушення прав на торговельну марку. Візціні критикували спільноти reddit та геїв-геймерів, які наводять приклади використання ще з 1991 року, а також онлайн-спільнота Yahoo! Groups з такою назвою, створена у 2000 році. Вебсайт Візціни був вимкнений у вересні 2012 року; він стверджував, що це сталося через DoS-атаку. Двічі Візціні публікував нові теми на форумі /r/gaymers, пояснюючи свою позицію та вибачаючись за те, що «завдав шкоди власним людям», але не за те, що подав заявку на товарний знак.
24 січня 2013 року члени /r/gaymers за підтримки юристів Pro bono з Perkins Coie та Electronic Frontier Foundation подали петицію до Управління патентів і торгових марок США про скасування торгової марки Візціні на термін на підставі того, що він вживався в цьому значенні з середини 1990-х років. Візціні відновив свій намір захищати торгову марку на назві сайту, яку він почав як онлайн-спільноту у 2003 році, щоб створити позитивний бренд із терміна, який мав негативний підтекст.
25 червня 2013 року було оголошено, що Gaymer.org офіційно закривається 22 серпня 2013 року Бюро патентів і товарних знаків США офіційно скасувало торгову марку після того, як Візціні вирішив відмовитися від цієї марки.

### СуперечкаTomodachi Lifeвід Nintendo
У 2014 році Nintendo та їхня відеогра-симулятор життя Tomodachi Life, яка дозволяє створювати аватари під назвою Mii's, щоб взаємодіяти один з одним, потрапили під критику за те, що дозволили фліртувати один з одним або вийти заміж тільки різностатевим Mii's, що призвело до розчарування серед шанувальників ЛГБТКІА+ компанії. Nintendo відповіла, що «ніколи не збиралася давати будь-які соціальні коментарі щодо запуску Tomodachi Life», — йдеться у заяві Nintendo of America Inc. «Варіанти стосунків у грі представляють ігровий альтернативний світ, а не реальну симуляцію. Ми сподіваємось, що всі наші шанувальники побачать, що Tomodachi Life мала бути химерною та вигадливою грою, і що ми абсолютно не намагалися надати соціальні коментарі». Пізніше Nintendo вибачилася за інцидент та розчарування своїх шанувальників, заявивши: «Ми перепрошуємо за те, що розчарували багатьох людей, не включивши одностатеві стосунки в Tomodachi Life», — йдеться у заяві Nintendo, опублікованій у п'ятницю. «На жаль, ми не можемо змінити дизайн цієї гри, і таку значну зміну в розробці неможливо здійснити за допомогою патча після доставки».